# 赵静波
赵静波（1964年10月—），男，汉族，中华人民共和国政治人物。

## 生平
1985年7月参加工作，1994年12月加入中国共产党。早年担任吉林省交通厅副厅长，中共吉林市委常委、吉林市人民政府副市长。2011年4月，任中共吉林市委副书记、代市长。2012年1月，当选吉林市长。2014年12月，任中共吉林市委书记。2017年4月，任吉林省人民政府副秘书长。2018年改任吉林省人民政府办公厅巡视员。2019年4月15日，因涉嫌严重违法违纪，接受吉林省纪委监委调查。
2021年10月15日，吉林省白山市中级人民法院以赵静波犯受贿罪，判处有期徒刑十五年，并处罚金人民币五百万元，同时依法没收其受贿犯罪所得，上缴国库。